# Онихимовский, Вадим Викторович
Вадим Викторович Онихимовский (1914—2001) — советский и российский геолог, доктор геолого-минералогических наук (1972). Герой Социалистического Труда (1963). Лауреат Ленинской премии. Почётный гражданин города Хабаровска.

## Биография
Родился в 1914 году в Иркутске в семье горного техника. Вскоре после его рождения семья переехала в приморское село Спасское (ныне — город Спасск-Дальний).
Окончив школу-девятилетку, В. В. Онихимовский поступил во Владивостокский геологоразведочный техникум. В 1931 году, после его окончания, приехал в Хабаровск, где поступил на работу в систему Дальгеологии, с которой и связал всю свою дальнейшую жизнь. Начало его трудовой биографии совпало с периодом активного изучения и освоения природных богатств советского Дальнего Востока. Резко возрос объем всех видов геологических работ, почти в десять раз увеличилось количество геологических партий, в связи с чем хронически не хватало специалистов. Поэтому многие выпускники горных средних специальных учебных заведений почти сразу после окончания учёбы работали прорабами, быстро становились руководителями партий. Ониховский не стал исключением — уже в 1932 году он получил должность старшего коллектора, в 1933 году — прораба, а в 1934 году стал начальником геологической партии Дальгеолкома. Отслужив в 1936—1937 годах в Красной Армии, он вернулся к полевой работе в должности начальника геологических партий и геологических экспедиций.
В 1941—1945 годах возглавлял Наминскую поисково-разведочную экспедицию. Затем до 1951 года работал геокартографом в Приамурье — работал над уточнением границ Буреинского каменноугольного бассейна, руководил экспедициями в бассейнах рек Ден, Норы, Уды. По итогам этой работы стал одним из соавторов сводных геологических карт Приамурья, а также первой геологической карты СССР. В 1947 году обследовал место падения Сихотэ-Алиньского метеорита.
В 1951—1965 годах В. В. Ониховский — главный геолог Комсомольской геологической экспедиции Дальневосточного геологического управления Главного управления геологии и охраны недр при Совете Министров РСФСР. Работа в экспедиции, производившей разведку оловорудных месторождений, стала для него звездным часом — при его непосредственном участии было открыто крупное месторождение олова в Комсомольском районе Хабаровского края. За это открытие он, вместе с рядом других учёных, был удостоен Ленинской премии. Впоследствии разработка этого месторождения привела к появлению на карте Хабаровского края двух новых посёлков — Солнечный и Горный.
Указом Президиума Верховного Совета СССР от 29 апреля 1963 года присвоено звание Героя Социалистического Труда с вручением ордена Ленина и золотой медали «Серп и Молот».
В 1965—1974 годах — начальник геологического отдела в Дальневосточном геологическом управлении, начальник Дальневосточного геологического управления. Участвовал в зарубежных командировках, в работе по оценке перспектив рудоносности и расширения минерально-сырьевой базы Якутии, Чукотки, Камчатки, Сахалина, Приморья и Хабаровского края.
В 1971 году В. В. Онихимовский (не имевший на тот момент кандидатской степени) успешно защитил докторскую диссертацию, став доктором геолого-минералогических наук.
С 1974 года — на пенсии. Занимался научной работой в Дальневосточном научном центре АН СССР (с 1991 года — Дальневосточное отделение РАН). С 1991 года был почётным президентом Дальневосточной народной академии наук. Является автором более 170 научных работ, под его руководством успешно защищён ряд докторских и кандидатских диссертаций.
Наряду с научной деятельностью, В. В. Онихимовский активно участвовал и в общественной жизни. Более 50 лет он был членом КПСС, не отказался от коммунистических убеждений и после 1991 года. Избирался депутатом Хабаровского городского (1966—1969) и Хабаровского краевого (1969—1974) советов, был председателем Хабаровского краевого комитета защиты мира (1971—1976).
Умер в Хабаровске в 2001 году. Похоронен на Центральном кладбище Хабаровска.

## Память
- В 2001 году Дальневосточная народная академия наук учредила звание лауреата ДВ НАН с вручением почетного диплома и памятного знака им. В. В. Онихимовского.
- В 1997 году в Солнечном районе Хабаровского края была учреждена ежеквартальная стипендия имени В. В. Онихимовского лучшим учащимся школ района и ПТУ № 34 (ныне — Солнечный промышленный техникум)[3].
- В 2006 году в Хабаровске на фасаде здания по улице Льва Толстого, где размещалось Дальневосточное геологическое управление, в память об учёном была установлена мемориальная доска[4].

## Награды и звания
- Герой Социалистического Труда (29.4.1963)
- орден Ленина (29.4.1963)
- орден Трудового Красного Знамени
- медали СССР, в том числе:
  - две медали «За трудовую доблесть» (14.01.1944, 06.06.1951)
  - медаль «За трудовое отличие» (29.01.1949)
  - Медаль «За доблестный труд в Великой Отечественной войне 1941—1945 гг.»
  - медаль «Ветеран труда»
- Ленинская премия
- Почётный гражданин Хабаровска (20.05.1997)[5]
- почетный член Приамурского географического общества
- действительный член Российской Народной академии
- академик Международной Академии минеральных ресурсов